# Collin Gillespie
Collin Gillespie (Filadelfia, 25 giugno 1999) è un cestista statunitense.

## Carriera
Con gli Stati Uniti ha disputato i Giochi panamericani di Lima 2019.

## Statistiche

### NCAA
| Anno       | Squadra            | PG  | PT  | MP   | TC%  | 3P%  | TL%  | RP  | AP  | PRP | SP  | PP   |
| ---------- | ------------------ | --- | --- | ---- | ---- | ---- | ---- | --- | --- | --- | --- | ---- |
| 2017-2018† | Villanova Wildcats | 32  | 1   | 14,4 | 45,2 | 39,4 | 80,0 | 1,3 | 1,1 | 0,6 | 0,1 | 4,3  |
| 2018-2019  | Villanova Wildcats | 35  | 35  | 29,4 | 40,9 | 37,9 | 83,9 | 2,4 | 2,8 | 1,1 | 0,1 | 10,9 |
| 2019-2020  | Villanova Wildcats | 31  | 31  | 34,2 | 40,6 | 35,7 | 81,7 | 3,7 | 4,5 | 1,2 | 0,1 | 15,1 |
| 2020-2021  | Villanova Wildcats | 20  | 20  | 33,4 | 42,8 | 37,6 | 83,3 | 3,3 | 4,6 | 1,0 | 0,0 | 14,6 |
| 2021-2022  | Villanova Wildcats | 38  | 38  | 34,2 | 43,4 | 41,5 | 90,5 | 3,8 | 3,2 | 1,0 | 0,0 | 15,6 |
| Carriera   | Carriera           | 156 | 125 | 28,9 | 42,2 | 38,7 | 84,8 | 2,9 | 3,1 | 1,0 | 0,0 | 11,9 |

### NBA

#### Regular Season
| Anno      | Squadra        | PG | PT | MP   | TC%  | 3P%  | TL%  | RP  | AP  | PRP | SP  | PP  |
| --------- | -------------- | -- | -- | ---- | ---- | ---- | ---- | --- | --- | --- | --- | --- |
| 2023-2024 | Denver Nuggets | 24 | 0  | 9,4  | 46,4 | 39,5 | 66,7 | 0,9 | 1,1 | 0,5 | 0,0 | 3,6 |
| 2024-2025 | Phoenix Suns   | 33 | 9  | 14,0 | 43,0 | 43,3 | 86,4 | 2,4 | 2,4 | 0,6 | 0,2 | 5,9 |
| Carriera  | Carriera       | 57 | 9  | 12,0 | 44,1 | 42,2 | 79,4 | 1,7 | 1,8 | 0,6 | 0,1 | 4,9 |

### G League
| Anno      | Squadra        | PG | PT | MP   | TC%  | 3P%  | TL%  | RP  | AP   | PRP | SP  | PP   |
| --------- | -------------- | -- | -- | ---- | ---- | ---- | ---- | --- | ---- | --- | --- | ---- |
| 2023-2024 | G. Rapids Gold | 12 | 11 | 39,3 | 44,8 | 36,2 | 82,8 | 9,3 | 10,8 | 1,8 | 0,2 | 20,4 |
| 2024-2025 | Valley Suns    | 11 | 11 | 30,6 | 43,9 | 30,1 | 88,6 | 6,8 | 10,0 | 1,7 | 0,2 | 19,7 |
| Carriera  | Carriera       | 23 | 22 | 35,1 | 44,4 | 33,5 | 85,9 | 8,1 | 10,4 | 1,8 | 0,2 | 20,1 |

## Palmarès
- Campionato NCAA: 1

Villanova Wildacts: 2018
- Campionato NBA: 1

Denver Nuggets: 2023